# Carlos Manuel Arana Osorio
Carlos Manuel Arana Osorio (Barberena, Santa Rosa; 17 de julio de 1918 - Ciudad de Guatemala; 6 de diciembre de 2003) fue un militar y político guatemalteco, que se desempeñó como presidente de Guatemala desde el 1 de julio de 1970 hasta el 1 de julio de 1974, acompañándole como vicepresidente el Lic. Eduardo Cáceres Lehnhoff. Contrajo matrimonio con Alida Judith España de Arana, originaria de Gualán, Zacapa. Fue comandante de la zona militar general Rafael Carrera en Zacapa de 1966 a 1968 y embajador de Guatemala en Nicaragua.

## Biografía
Era sobrino del exjefe de las fuerzas armadas, coronel Francisco Javier Arana, militar que integró la Junta Revolucionaria de Gobierno luego del derrocamiento de Federico Ponce Vaides en octubre de 1944, Carlos Arana Osorio nació en Barberena, Santa Rosa, y fue militar de escuela y director de la Escuela Politécnica de Guatemala, político anticomunista y masón, alcanzando el grado 33, último del Rito Escocés Antiguo y Aceptado. Además, era Caballero del Collar de la Orden Militar del Santísimo Salvador y Santa Brígida de Suecia y Gran Maestro Honorario.

## Director de la Escuela Politécnica
En 1955, fue nombrado director de la Escuela Politécnica cuando el gobierno de Carlos Castillo Armas reabrió dicha Academia Militar luego del alzamiento de los cadetes el 2 de agosto de 1954, poco después el derrocamiento del gobierno del coronel Jacobo Arbenz Guzmán.

## Carrera militar

### Comandante de la Zona Militar de Zacapa
Luego del fallido golpe de Estado contra el general Miguel Ydígoras Fuentes el 13 de noviembre de 1960, se inició la Guerra Civil de Guatemala. Entre 1964 y 1965, las Fuerzas Armadas de Guatemala iniciaron acciones contrar insurgentes en contra del Movimiento Revolucionario 13 - MR-13 -de noviembre en el oriente de Guatemala. En febrero y marzo de 1964, la fuerza aérea inició una campaña de bombardeos selectivos sobre las bases que el MR-13 tenía en Izabal, seguida de barridas contrainsurgentes en el vecino departamento de Zacapa que tuvieron el código de «Operación Halcón»; la operación concluyó entre in septiembre y octubre de 1965. Estas operaciones tuvieron el apoyo de militares estadounidenses. A principios de 1965, el gobierno de los Estados Unidos envió asesores del grupo de Boinas Verdes y de la CIA para entrenar al ejército guatemalteco en tácticas contrainsurgentes. Además, asesores de la policía y de seguridad pública de los Estados Unidos llegaron a Guatemala para reorganizar la estructura de la policía de las áreas urbanas.
En una operación encubierta realizada en marzo de 1966, el ejército guatemalteco secuestró, detuvo, torturó y ejecutó a treinta miembros del Partido Guatemalteco del Trabajo -PGT- organización comunista que actuaba clandestinamente en el país luego de ser proscrita en 1954. Cuando estudiantes de derecho de la Universidad de San Carlos intentaron presentar un recurso de habeas corpus también fueron secuestrados. Estos hechos constituyeron los primeros casos de desapariciones forzadas masivas en la historia de América Latina. Estas prácticas se incrementarían considerablmente luego de que el presidente Julio César Méndez Montenegro tomara el poder el 1.º de julio de 1966; Méndez Montenegro, en un intento de calmar al ejército y mantener su apoyo para su gobierno le dio carta blanca a las fuerzas armadas para que recurrieran a todos los medios necesarios para pacificar al país.
Con la autorización explícita del gobierno de Méndez Montenegro y el incremento en la ayuda militar estadounidense, el ejército -acompañado de unidades de policía militar- realizó una gran actividad pacificadora en los departamentos de Zacapa e Izabal en octubre de 1966. Esta campaña se lamó operación Guatemala y estuvo a cargo del coronel Carlos Arana Osorio, quien contó con entrenamiento y asesoría de aproximadamente mil elementos castrenses de los Estados Unidos.
Durante ese tiempo, se formaron grupos paramilitares con comisionados militares, los cuales fueron entrenados por el ejército guatemalteco. La mayoría de los miembros de este grupo eran fanáticos de extrema derecha con lazos con el Movimiento de Liberación Nacional, fundado y dirigido por Mario Sandoval Alarcón, uno de los miembros del grupo que colaboró con Carlos Castillo Armas en el golpe de Estado de 1954. Para 1967, el ejército guatemalteco consideraba que tenía mil ochocientos comisionados militares bajo su control directo. Uno de los grupos más sanguinarios fue MANO, conocido también como la «Mano Blanca»; el MLN había creado este grupo paramilitar en 1966 para impedir que el presidente Méndez Montenegro llegara al poder, pero al no lograr este propósito, el ejército utilizó a la Mano Blanca para su aparato de seguridad antiterrorista. Los miembros de la Mano Blanca eran oficiales militares en su mayoría y la organización era patrocinada por terratenientes y entrenada por la inteligencia militar.

### Muerte de Otto René Castillo
En 1966 había vuelto a Guatemala el poeta guerrillero Otto René Castillo e integró la guerrilla de las Fuerzas Armadas Rebeldes; negándose a permanecer en un refugio en la Ciudad de Guatemala estuvo con los combatientes de la Sierra de las Minas donde se dedicaba a preparar obras de teatro que los combatientes representaban antes los campesinos del área para hacerles llegar el mensaje de la guerrilla. Tras un combate en el que su unidad fue desbandada y su comandante huyó dejando a los combatientes abandonados, fue capturado por fuerzas gubernamentales al mando de Arana Osorio, entonces jefe de la zona militar de Zacapa, el 19 de marzo de 1967. Castillo fue torturado brutalmente y murió quemado vivo junto a otros trece colaboradores de la insurgencia, incluyendo a su compañera sentimental, Nora Paiz Cárcamo.

### Victoria Contrainsurgente de 1968
Se estima que las fuerzas armadas guatemaltecas mataron o desaparecieron aproximadamente quince mil civiles en tres años durante el gobierno de Méndez Montenegro. Por su parte, Amnistía Internacional estimó que en Zacapa e Izabal, las tropas y paramilitares a las órdenes de Arana Osorio habrían asesinado entre tres y ocho mil campesinos entre octubre de 1966 y marzo de 1968, aunque otros autores estiman que la cauda de muertos podría haber alcanzado los quince mil solo en Zacapa. Entre las víctimas había simpatizantes de la guerrilla, campesinos, líderes sindicales, intelectuales, estudiantes, y otros «enemigos del gobierno». La desesperación cundió en la guerrilla y se dieron deserciones y entregas voluntarias a las autoridades. A finales de 1968, el coronel Arana Osorio informó de manera oficial que se había neutralizado el accionar militar del PGT, las FAR y el MR-13 en el oriente guatemalteco determinó que la guerrilla no había «echado raíces» entre la población civil. Por su comportamiento durante esta ofensiva, Arana Osorio fue conocido como «el Chacal de Oriente».
Los dirigentes de los grupos subversivos analizaron desde fuera del país las causas de la derrota militar y concluyeron que hubo errores en la concepción del planeamiento revolucionario. El área donde operaban no permitía incorporar al pueblo a la lucha armada ni unirse a la masa campesina, por lo que el accionar político militar fue ineficaz.
Desde ese entonces hasta adentrada la década de 1970 el actuar de la guerrilla fue casi nulo, limitándose a actos de sabotaje aislados y de poca trascendencia. Entre estos últimos el 27 de febrero de 1970 fue secuestrado el ministro de Relaciones Exteriores, Alberto Fuentes Mohr y el 16 de marzo el agregado laboral de la Embajada de Estados Unidos, Sean Holly. La Fuerzas Armadas Rebeldes (FAR) reivindicaron la autoría de ambos delitos.

## Gobierno (1970-1974)
Arana Osorio asumió la jefatura de gobierno con el apoyo de una coalición de partidos políticos de ultraderecha, los cuales se caracterizaron por su ferviente espíritu anticomunista. Fue el primero de la serie de militares que dominarían la política guatemalteca en la década de los años 1970 y los 1980 y quien diera el impulso inicial a la guerra contrainsurgente en Guatemala.

### Gabinete

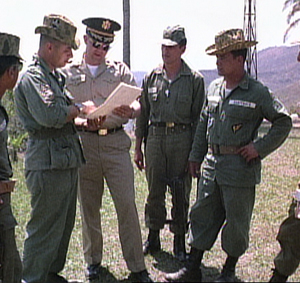
Asesores militares de EE. UU. confieren mientras esperan al coronel Carlos Arana Osorio y un ayudante.

El Vicepresidente durante su gestión fue el licenciado Eduardo Cáceres Lehnhoff, y entre sus ministros estuvieron Kjell Eugenio Laugerud García, como ministro de la Defensa y Alejandro Maldonado Aguirre en la cartera de educación.

### Guerra Civil
La razón por la que fue elegido como candidato del partido Movimiento de Liberación Nacional fue por ser un ferviente anticomunista y por sus notables triunfos contra la guerrilla en el oriente guatemalteco en la década de los sesenta. Durante su gobierno proliferaron los grupos paramilitares de extrema derecha iniciándose un clima de mucha inseguridad y violencia; grupos como el Ejército secreto anticomunista (ESA), la Nueva organización anticomunista (NOA), el Consejo anticomunista de Guatemala (CADEG), el Comité de represión antiguerrillera (CRAG), la mano blanca y el movimiento de acción nacionalista organizado (MANO) empezaron a cometer todo tipo de acciones en contra de cualquier persona considerada como sospechosa. La opinión pública acusó al Ejército de ser instigador de estos grupos, pero este negó dichas acusaciones.
Arana Osorio fue el primero de una serie de presidentes militares asociados con la extrema derecha del país y que dominaron la política guatemalteca entre 1970 y 1982. Arana había sido embajador de Guatemala en Nicaragua durante el régimen de los Somoza en los años sesenta.
A pesar de que para cuando tomó posesión la actividad insurgente era mínima, Arana Osorio impuso el estado de sitio en noviembre de 1970; además, impuso un toque de queda de 9:00 p. m. a 5:00 a. m. en el que todo tráfico peatonal y vehicular -incluyendo ambulancias, bomberos y Cruz Roja- tenían prohibido circular. El estado de sitio dio lugar a un incremento en los secuestros, torturas, desapariciones forzadas y ejecuciones extrajudiciales de los que se consideraban opositores al régimen. En enero de 1971, un boletín de la Agencia de Inteligencia de la Defensa de los Estados Unidos detalló como las fuerzas armadas de Guatemala silenciosamente eliminaron a cientos de sospechosos de terrorismo y delincuencia común en el área rural de Guatemala. Aunque la represión en el campo disminuyó, la represión urbana se incrementó contra cualquier vestigio de guerrilla. De acuerdo al reporte de Amnistía Internacional de 1973, y a informaciones de entidades protectoras de derechos humanos como el Comité de Parientes de Personas Desaparecidas" más de siete mil oponentes del régimen fueron desaparecidos o hallados muertos entre 1970 y 1971, y otros ocho mil entre 1972 y 1973.
En octubre de 1971, más de doce mil estudiantes de la Universidad de San Carlos se fueron a la huelga para protestar el asesinato de estudiantes por parte de las fuerzas de seguridad y exigieron el cese del estado de sitio. El 27 de noviembre de 1971 el ejército respondió, invadiendo el Campus Central de la universidad en busca de armas ocultas; las fuerzas armadas movilizaron ochocientos elementos, tanques, helicópteros y carros blindados para la toma del campus. Ya dentro de las instalaciones hicieron un minucioso registro de cada uno de los edificios, pero encontraron lo que buscaban.
En julio de 1972, varios miembros del Movimiento de Liberación Nacional, entre ellos Cayetano Estrada fueron asesinados en distintas partes del país. El estado de sitio se mantuvo vigente hasta el final de 1972, cuando el régimen de Arana Osorio anunció oficialmente la derrota de la insurgencia. Para entonces, muchos de los dirigentes del comité central del Partido Guatemalteco del Trabajo -PGT] habían desaparecido. Entre enero y septiembre de 1973, la comisión de derechos humanos en Guatemala documentó la muerte o desaparición forzada de mil trescientos catorce personas a manos de los grupos paramilitares del gobierno; dicha comisión estimó que aproximadamente veinte mil supuestos opositores al régimen fueron asesinados o desaparecidos entre 1970 y 1974, durante el régimen de Arana Osorio.

#### Surgimiento del Ejército Guerrillero de los Pobres (1972-1974)
Después de la aplastante derrota que sufrió la guerrilla a finales de 1968, ocurrió un cambio en la mentalidad de parte de la insurgencia, lo cual la llevó a abandonar en gran medida la inspiración Castrista de la década de los 60s, para adoptar una ideología mucho más nacionalista e indigenista. Este cambio provocó una división dentro de las Fuerzas Armadas Rebeldes que estaban en crisis, conformando el Ejército Guerrillero de los Pobres, el cual surgió a inicios de 1972 y tuvo la peculiaridad de tener el apoyo de católicos comprometidos con los pobres afines a la Teología de la Liberación.
Con el apoyo secreto del gobierno de México, este grupo de disidentes se traslada a ese país con el fin de introducirse de forma clandestina en Guatemala desde el Noroeste y crear un foco guerrillero primario desde donde continuar la lucha armada hasta la toma del poder. La zona se elige teniendo en cuenta el poco desarrollo de sus infraestructuras y por lo tanto, la poca presencia militar además de ser una región de implantación campesina e indígena muy pobre, lo que ellos consideraban como el principal motor de la Revolución.
Tras un largo tiempo de preparación, la primera columna guerrillera llegada desde México entraría en Guatemala por la selva de Ixcán, al norte del departamento de El Quiché cerca del río Lacandón, para extenderse hacia el resto de El Quiché y a Huehuetenango. Desde un principio se preocuparon de no ser detectados por el Ejército, a la vez que emprendieron un trabajo de asentamiento y base de apoyo entre la población, todo con muchas precauciones para que no les ocurriese como a la guerrilla de la década anterior que fue derrotada en su fase de asentamiento. Los preparativos para la «invasión» ya estaban avanzados, además de contar con una pequeña célula en la capital del país y otro pequeño grupo que debía de entrar a Guatemala por otros medios.

### Masacre de Sansirisay
En mayo de 1973, el caserío Sansirisay en la aldea Palo Verde de Jalapa contaba con cuarenta mil cuatrocientos habitantes, de los cuales dieciochomil cuatrocientos eran indígenas pokomanes. En el caserío ocurrió una masacre en contra de la población indígena en circunstancias confusas; la primera noticia de la masacre se dio el 28 de mayo de 1973, en El Imparcial, indicando que la paz reinaba en la zona limítrofe entre Jalapa y El Progreso, tras los disturbios de 24 horas que dejaron 17 muertos y cinco heridos. Los disturbios surgieron por un litigio de tierras originado en 1771, y se dieron entre campesinos de El Progreso y de Jalapa, y policías militares ambulantes que quisieron imponer orden.
El ejército informó que los policías militares ambulantes fueron atacados por los campesinos, lo que dejó seis policías y once campesinos muertos. El jefe del Estado Mayor del Ejército, general Efraín Ríos Montt sobrevoló la zona del disturbio y pudo comprobar que los ánimos se habían calmado y que se estaba ya en la tarea de identificar los muertos.
Sectores que desconfían de la versión oficial, acusaron al general Ríos Montt de haber ordenado la masacre del lugar, pero esto nunca pudo confirmarse por no haber otras fuentes de información disponibles, pues en 1973, todavía no se investigaban las violaciones de derechos humanos en Guatemala con tanto detalle como se hizo tras la firma de los Acuerdos de Paz en 1996.

### Economía

#### Franja Transversal del Norte

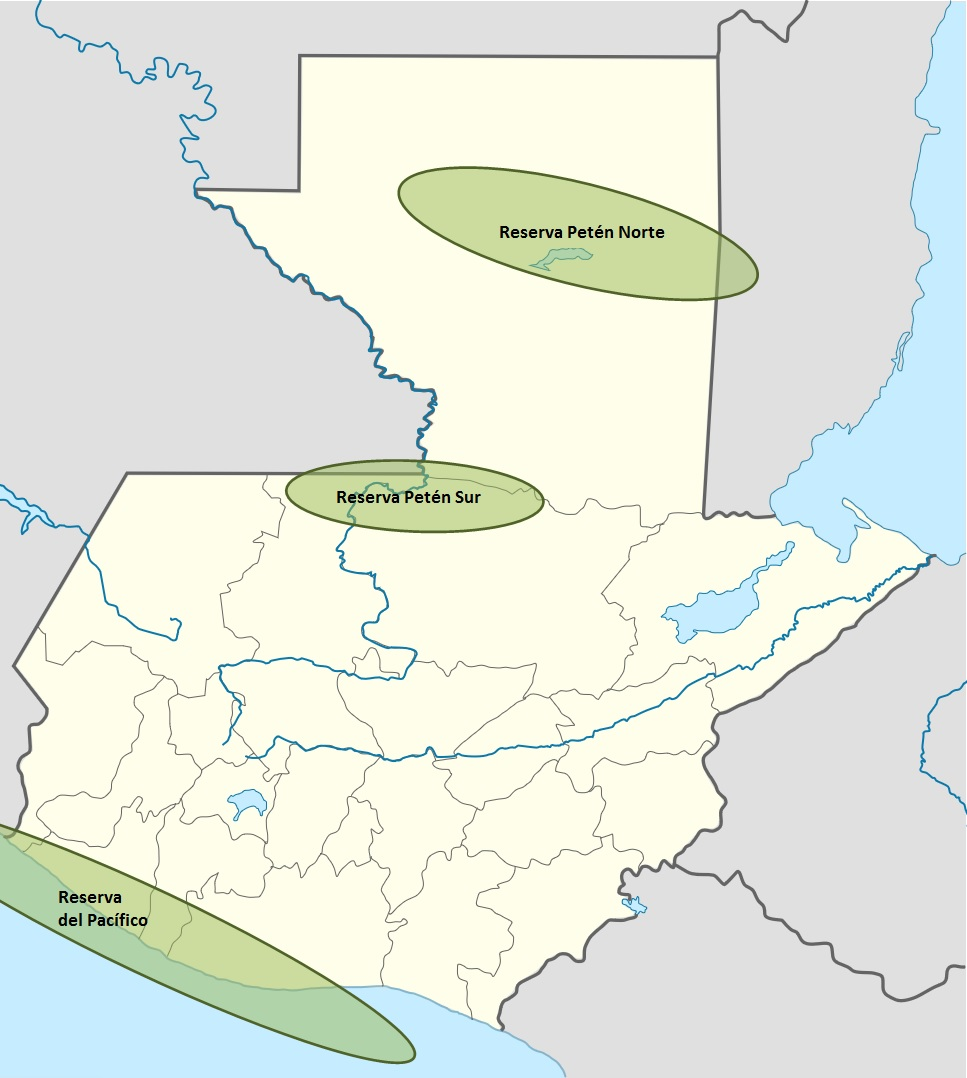
Reservas petroleras de Guatemala.

Tras el derrocamiento del presidente Jacobo Árbenz en 1954, se creó el Consejo de Planificación Económica (CNPE), el cual empezó a utilizar estrategias de libre mercado, asesorado por el Banco Mundial y por la Administración de Cooperación Internacional (ICA) del gobierno de los Estados Unidos. El CNPE y la ICA crearon la Dirección General de Asuntos Agrarios (DGAA) la cual se encargó de desmantelar los efectos del Decreto 900 del gobierno de Jacobo Árbenz Guzmán. La DGAA se encargó de la faja geográfica que colindaba con el límite departamental de Petén y las fronteras de Belice, Honduras y México, y que con el tiempo se llamaría Franja Transversal del Norte (FTN).

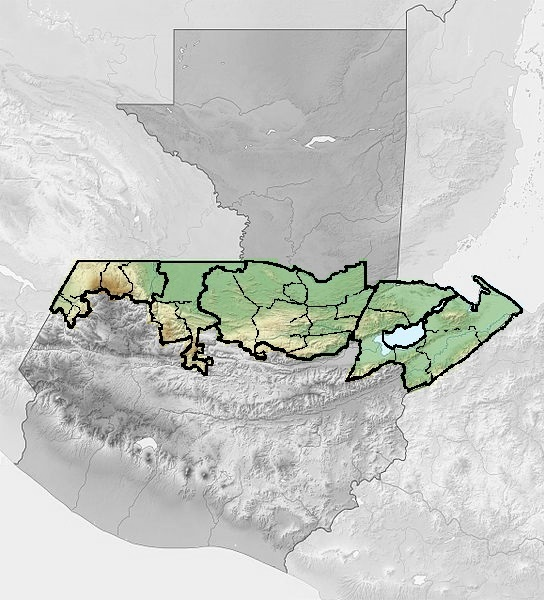
Mapa de la Franja Transversal del Norte

El primer proyecto colonizador en la FTN fue el de Sebol-Chinajá, en Alta Verapaz. Sebol, en ese entonces, era considerado como un punto estratégico y vía fluvial a través del río Cancuén, que comunicaba con Petén hasta el río Usumacinta en la frontera con México y la única carretera que existía era la de terrecería que construyó el presidente Lázaro Chacón en 1928. En 1958, durante el gobierno del general Miguel Ydígoras Fuentes el Banco Interamericano de Desarrollo (BID) financió proyectos de infraestructura en Sebol. En 1960, el entonces capitán del Ejército de Guatemala Fernando Romeo Lucas García heredó las fincas Saquixquib y Punta de Boloncó al nororiente de Sebol, Alta Verapaz, con una extensión de 15 caballerías cada una. En 1963 compró la finca «San Fernando» El Palmar de Sejux con una extensión de 8 caballerías, y finalmente compró la finca «Sepur», cercana a «San Fernando», con una extensión de 18 caballerías. Durante estos años fue diputado en el congreso de Guatemala y cabildeó para impulsar la inversión en esa zona del país.
En esos años, la importancia de la región estaba en la ganadería, la explotación de madera preciosas para exportación y la riqueza arqueológica. Contratos madereros se dieron a empresas trasnacionales, como la Murphy Pacific Corporación de California, que invirtió 30 millones de dólares para la colonización del sur de Petén y Alta Verapaz, y formó la Compañía Impulsadora del Norte, S.A. La colonización del área se hizo por medio de un proceso por el que se otorgaban tierras en zonas inhóspitas de la FTN a campesinos.
En 1962, la DGAA se convirtió en el Instituto Nacional de Transformación Agraria (INTA), por el decreto 1551 que creó la ley de Transformación Agraria. En 1964, el INTA definió la geografía de la FTN como la parte norte de los departamentos de Huehuetenango, Quiché, Alta Verapaz e Izabal y ese mismo año sacerdotes de la orden Maryknoll y de la Orden del Sagrado Corazón iniciaron el primer proceso de colonización, junto con el INTA, llevando a pobladores de Huehuetenango al sector de Ixcán en Quiché.
La Franja Transversal del Norte fue creada oficialmente durante el gobierno del general Carlos Arana Osorio en 1970, mediante el Decreto 60-70 en el Congreso de la República, para el establecimiento de desarrollo agrario. Altos oficiales guatemaltecos —incluyendo el presidente Fernando Romeo Lucas García y el expresidente Kjell Eugenio Laugerud García— se convirtieron entonces en grandes terratenientes e inversionistas aprovechando las políticas de traslado de campesinos, acceso a información privilegiada, ampliación del crédito público y grandes proyectos de desarrollo; de hecho, la oficialidad guatemalteca formó el Banco del Ejército, y diversificó sus fondos de pensión.
Desde 1974, se venía explotando crudo comercialmente en las cercanías de la FTN a raíz de los descubrimientos realizados por las petroleras Basic Resources y Shenandoah Oil, que operaban conjuntamente en el campo petrolero de Rubelsanto, Alta Verapaz. En 1976, cuando Laugerud García llegó a visitar la cooperativa Mayalán en el sector de Ixcán, Quiché, el cual se había formado apenas diez 12 años antes, dijo: «Mayalán está asentada en la cima del oro», dejando entrever que la Franja Transversal del Norte ya no sería dedicada a la agricultura ni al movimiento cooperativista, sino que sería utilizada por objetivos estratégicos de explotación de recursos naturales.. Tras esa visita presidencial, ambas compañías petroleras realizaron exploraciones en tierras de Xalbal, muy cerca de Mayalán en el Ixcán, donde perforaron el pozo «San Lucas» con resultados infructuosos. Esas exploraciones, que abrieron el camino para futuros experimentos petroleros en Ixcán, y el resto de la FTN, también fueron el principal motivo para la construcción de la carretera de terracería que recorre la Franja. Shenandoah Oil, el Instituto Nacional de Transformación Agraria (INTA) y el Batallón de Ingenieros del Ejército se coordinaron para construir ese corredor entre 1975 y 1979, lo que a la postre permitió que políticos, militares y empresarios poderosos de la época se adueñaran de muchas de las tierras donde yacían la riqueza maderera y el potencial petrolero..
La presencia del Ejército Guerrillero de los Pobres en Quiché, especialmente en la región petrolera de Ixcán, hizo que la guerra civil se recrudeciera en el área y los proyectos no se llevaran a cabo. La región quedó en un parcial abandono hasta 2008, que se inició la construcción de la carretera en la franja.
Tras el derrocamiento de Lucas García el 23 de marzo de 1982, subió al poder un triunvirato militar encabezado por el general Efraín Ríos Montt, junto con los coroneles Horacio Maldonado Shaad y Francisco Gordillo. El 2 de junio de 1982, periodistas internacionales le realizaron una entrevista a Ríos Montt, quien dijo lo siguiente referente gobierno de Lucas García y la Franja Transversal del Norte:
| 1. ¿Cuáles fueron las causas del golpe de estado? Hubo muchas causas; había llegado a tal forma de descomposición el gobierno que él mismo estaba cortándose sus raíces; ya no tenía raíces ni en el pueblo ni en las instituciones. Como consecuencia se cayó; así, simple y llanamente. 2. ¿Había corrupción en el gobierno anterior? Tengo entendido que muchísima corrupción. Se llegó a tal grado con la corrupción que, siendo Guatemala un país con grandes reservas económicas, en dos años se acabaron las reservas económicas; y además dejaron hipotecado todo el país con las grandes construcciones que hicieron, como anillos periféricos que realmente no tenían ningún concepto de planificación desde el punto de vista de tránsito y de tráfico. 3. Durante el gobierno de Lucas García había muchos proyectos sociales, mucho más que en gobiernos anteriores, excepto en los gobiernos revolucionarios (1944-1954). ¿Cómo va a ser diferente este gobierno? No fue Lucas García sino que el gobierno en sí; ellos dieron parcelas a las orillas de la Transversal del Norte, para sacar (a los campesinos) de los terrenos en donde había petróleo. Después dieron tierras porque compraron tierras para quedarse con el dinero de la venta de fincas. Había unos terrenos de un determinado dueño, y agarró a esa gente y la tiró a lo largo de la Transversal del Norte, por eso hicieron la carretera a la Transversal del Norte: para paliar nada más la protesta de esta gente que fue sacada de sus terrenos, en donde había petróleo. |

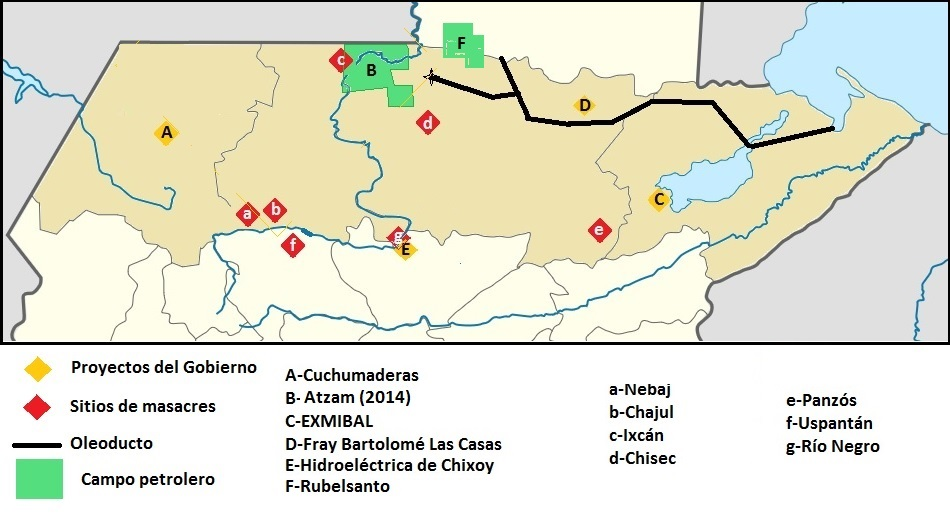
Ubicación de proyectos gubernamentales y de masacres en el área de la Franja Transversal del Norte. Obsérvese el campo petrolero de Atzam que se encuentra operativo en Ixcán.

#### EXMIBAL
Durante el gobierno de Julio César Méndez Montenegro se discutió la posibilidad de ceder las minas de níquel en Izabal a la empresa «Explotaciones y Exploraciones Mineras de Izabal, S.A.» (EXMIBAL); sin embargo, el proyecto no llegó a concretarse durante ese gobierno. Tan pronto como Arana Osorio inició su gestión, reabrió el caso de EXMIBAL y empezó a trabajar para cederle la concesión, pero numerosos sectores sociales se opusieron a dicha concesión, ya que argumentaban que resultaría muy onerosa para el país. Uno de los principales opositores fue la Comisión que la Universidad de San Carlos creó para analizar el asunto.; entre los miembros de la comisión estaba el licenciado Oscar Adolfo Mijangos López, para entonces diputado en el Congreso y respetado intelectual guatemalteco.
Mijangos López se opuso rotundamente a las condiciones de la concesión que propuso el Gobierno a EXMIBAL; el 13 de febrero de 1971 fue asesinado por desconocidos cuando salía de su oficina en la 4a. avenida de la zona 1 de la Ciudad de Guatemala.
El 8 de mayo de 1971 el gobierno de Arana Osorio finalmente otorgó la concesión a EXMIBAL.

#### Empresa eléctrica
En lo respecto a la energía eléctrica, el gobierno de Arana Osorio amplió el plazo de la concesión a la «Bond and Share Company», que se había iniciado en 1922 durante el gobierno del general José María Orellana, y compró las acciones a la compañía norteamericana, con el agravio que al hacerlo también asumía el pasivo de la empresa concesionaria: el gobierno compró un derecho que la empresa concesionaria perdía al expirar el plazo, cosa que no solo fue inconstitucional sino que además, fue en contra de los intereses de la nación.

#### Primer shock petrolero (1973-1974)
Tras el primer shock petrolero de 1973-74, el aumento de los precios del petróleo y de los productos básicos dio pie al “Plan de Acción Inmediata para la Estabilización de los Precios de Bienes de Consumo Básico”.

#### Abandono del patrón oro
Se adaptó la Ley Monetaria al abandono del Patrón Oro , aprobado por el presidente estadounidense Richard Nixon el 15 de agosto de 1971. También se aprobó la ley que otorga facultades a la Junta Monetaria para intervenir a los bancos del sistema, interviniéndose el Banco Inmobiliario, S. A.

### Infraestructura

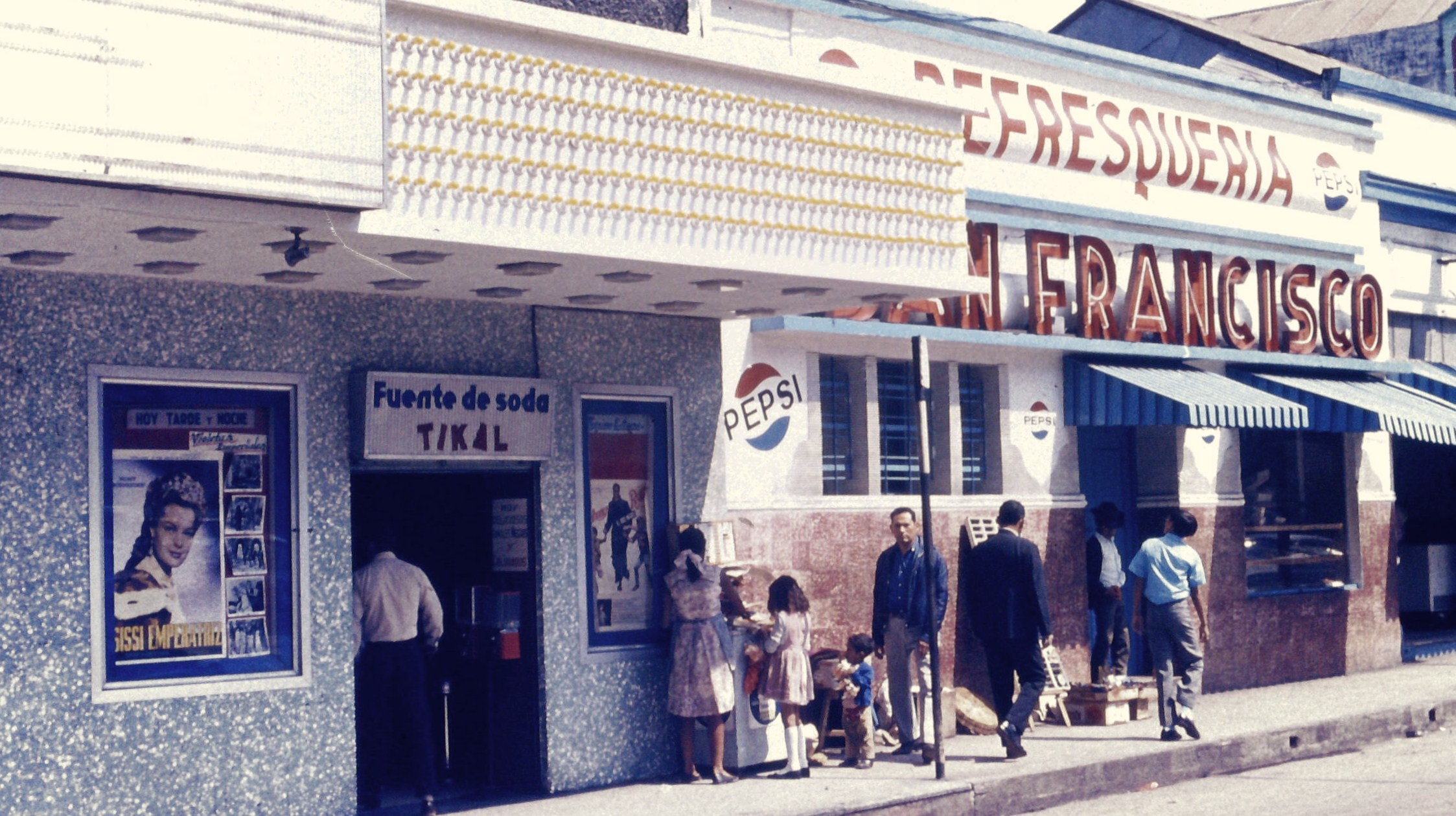
Imagen del cine Tikal en la 6a. avenida de la zona 1 en 1971, durante el gobierno del general Arana Osorio.

Durante el gobierno de Arana Osorio se resolvió expropiar los bienes inmuebles situados en donde se realizaron las obras del Acueducto Xayá-Pixcayá, para la introducción de agua a la capital guatemalteca, para completar el Complejo Urbanístico de la Plaza Bolívar y para la realización del Anillo Periférico y Puente del Incienso en la capital. Asimismo, el Instituto de Fomento de la Producción traspasó a favor del Estado la finca Bethania, en la zona 7 de la Ciudad de Guatemala y se declaró de emergencia nacional la ejecución de varias obras hidro y termoeléctricas a cargo del Instituto Nacional de Electrificación (INDE).

#### Alcaldía de Manuel Colom Argueta

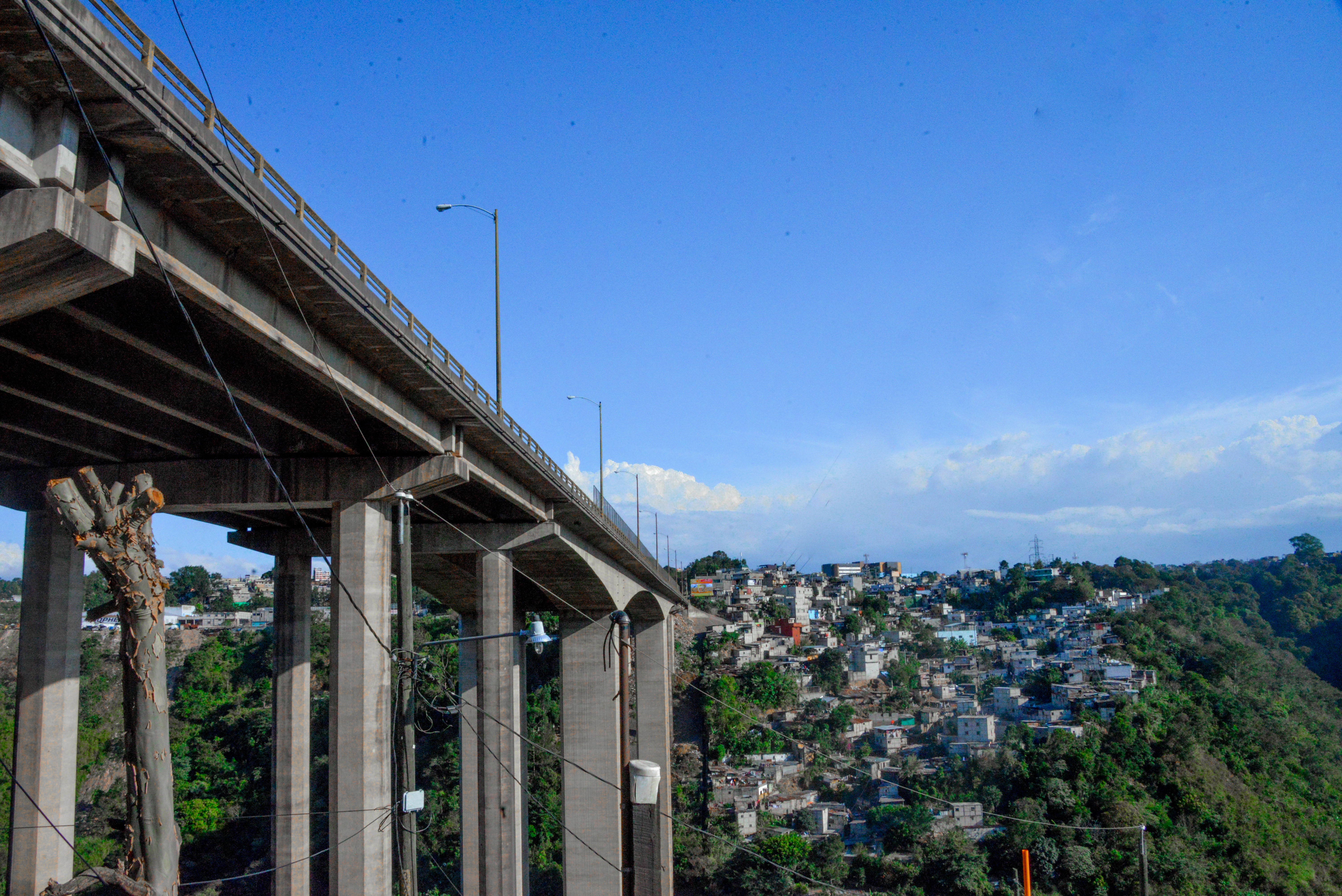
Puente «Martín Prado Vélez» o puente «El Incienso», construido por la gestión municipal de Manuel Colom Argueta durante el gobierno de Arana Osorio.

Durante la presidencia de Arana Osorio, fungió como alcalde la Ciudad de Guatemala el licenciado Manuel Colom Argueta. La previsión en la planificación urbana planteada por Colom Argueta, permitió la planificación del Anillo Periférico o de circunvalación a la ciudad. En 1971, construyó el viaducto de la 24 calle de la zona 1, el mercado de flores junto al Cementerio de la zona 3, inició la construcción del anillo periférico, se urbanizaron algunas zonas, se fundó la cooperativa de consumo de los trabajadores municipales, se construyeron colectores gigantes y se hicieron fuertes inversiones en las áreas marginales, en los programas educativos y recreativos, estableciendo escuelas, bibliotecas, parques, canchas deportivas, etc. Colom Argueta se enfrentó continuamente al gobierno central de Arana Osorio, pero a pesar de ello, logró sacar adelante sus proyectos, debido a su habilidad política.

### Creación de instituciones públicas
Las siguientes instituciones públicas fueron formadas durante su gobierno:
| Siglas                                                | Nombre                                                                                       | Decreto de creación |
| ----------------------------------------------------- | -------------------------------------------------------------------------------------------- | ------------------- |
| Centros de Recreación Trabajadores del Estado         | Ley de Creación y Funcionamiento de los Centros de Recreación de los Trabajadores del Estado | 81-1970             |
| BANDESA                                               | Ley orgánica del Banco Nacional de Desarrollo Agrícola                                       | 99-1970             |
| INDECA                                                | Ley Orgánica del Instituto Nacional de Comercialización Agrícola                             | 101-1970            |
| GUATEL                                                | Ley Orgánica de la Empresa Guatemalteca de Telecomunicaciones                                | 14-1971             |
| BANEJER                                               | Ley Orgánica del Banco del Ejército                                                          | 40-1971             |
| CENAPROEX                                             | Ley Orgánica del Centro Nacional de Promoción de las Exportaciones                           | 60-1971             |
| INTECAP                                               | Ley Orgánica del Instituto de Capacitación y Productividad                                   | 17-1972             |
| CORFINA                                               | Ley orgánica de la Corporación Financiera Nacional                                           | 46-1972             |
| FEGUA                                                 | Ley Orgánica de los Ferrocarriles de Guatemala                                               | 60-1972             |
| ICTA                                                  | Ley Orgánica del Instituto de Ciencias y Tecnología Agrícola                                 | 68-1972             |
| Zona Libre de comercio Puerto Santo Tomás de Castilla | Ley Orgánica de la Zona Libre de Industria y Comercio del Puerto Santo Tomás de Castilla     | 22-1973             |
| COPEREX                                               | Ley Orgánica del Comité Permanente de Exposiciones                                           | 63-1973             |

### Finanzas
El presidente de la República podrá otorgar pensiones por grandes servicios prestados a la Patria o a la Comunidad y se emitió la Ley del Ministerio de Finanzas Públicas (106-1971), estableciendo que el Ministerio de Hacienda y Crédito Público se denominará Ministerio de Finanzas Públicas, y su titular Ministro de Finanzas.

## Después del gobierno
Tras dejar el poder, se retiró de la vida política fundando la Central Auténtica Nacionalista (CAN), partido político con el que participó en varias elecciones pero no tuvo mayor impacto en Guatemala.